# Les Tuche (film)
Série Les Tuche
Les Tuche 2 : Le Rêve américain
(2016)
Pour plus de détails, voir Fiche technique et Distribution.
Les Tuche est une comédie française réalisée par Olivier Baroux, et sorti en 2011.
Il s'agit du premier volet de la série de films Les Tuche. Quatre suites sont sorties : Les Tuche 2 : Le Rêve américain en 2016, Les Tuche 3 : Liberté, Égalité, Fraternituche en 2018, Les Tuche 4 en 2021 et God Save the Tuche en 2025.

## Synopsis
Les Tuche sont une famille vivant à Bouzolles dans le Limaret. La commune fictive est située par le réalisateur, Olivier Baroux, quelque part dans le centre de la France. Jeff Tuche, le père, est un chômeur fier de l'être ; lui et sa femme Cathy ont trois enfants : Stéphanie, bimbo pas très futée, Wilfried alias « Tuche Daddy », pas encore conscient de son homosexualité et qui se prend pour un rappeur gangsta, Donald dit « Coin-Coin », très intelligent. Il y a également la grand-mère, surnommée « Mamie Suze » pour son penchant prononcé pour cet alcool ; elle parle le vacheniek (une sorte de dialecte indien), que la famille pense comprendre, et son unique ami est son chien Toby, désormais empaillé. Un jour, les Tuche gagnent 100 millions d'euros à la loterie et décident d'aller s'installer à Monaco, qui est le rêve de Cathy.

## Fiche technique
Sauf indication contraire, les informations mentionnées dans cette section peuvent être confirmées par la base de données cinématographiques Allociné,  présente dans la section « Liens externes ».
- Titre original : Les Tuche
- Réalisation : Olivier Baroux
- Scénario : Philippe Mechelen et Chantal Lauby, adapté par Chantal Lauby, Philippe Mechelen et Olivier Baroux, avec les dialogues de Olivier Baroux et Philippe Mechelen
- Musique : Martin Rappeneau
- Direction artistique : Philippe Prat[2]
- Décors : Perine Barre
- Costumes : Sandra Gutierrez
- Photographie : Arnaud Stefani
- Son : Christine Charpail
- Montage : Richard Marizy
- Production : Richard Grandpierre[2]
  - Production déléguée : Bruno Coulon et Frédéric Doniguian
  - Coproduction : Romain Le Grand
- Sociétés de production[3] : Pathé Films et Eskwad, en coproduction avec Serenity Films et TF1 Films Production, avec la participation de Canal+ et CinéCinéma, en association avec Galfin SA
- Sociétés de distribution[4] : Pathé Distribution (France) ; Alternative Films (Belgique) ; Pathé Films AG (Suisse romande)
- Budget : 10 943 234 €[5]
- Pays de production :  France
- Langue originale : français
- Format[6] : couleur — 35 mm — 2,35:1 (CinemaScope)
- Genre : comédie
- Durée : 95 minutes
- Dates de sortie[7] :
  - Suisse romande : 29 juin 2011[8]
  - France : 1er juillet 2011
  - Belgique : 6 juillet 2011[9]
- Classification[10] :
  - France : tous publics (conseillé à partir de 10 ans)[11],[12]
  - Belgique : tous publics (Alle Leeftijden)[9]
  - Suisse romande : interdit aux moins de 7 ans[13]

## Distribution
- Jean-Paul Rouve : Jeff Tuche
- Isabelle Nanty : Cathy Tuche, épouse de Jeff
- Théo Fernandez : Donald Tuche, fils benjamin de Jeff et Cathy, surdoué
- Sarah Stern : Stéphanie Tuche, fille cadette de Jeff et Cathy
- Pierre Lottin : Wilfried Tuche, fils ainé de Jeff et Cathy
- Claire Nadeau : « Mamie Suze », mère de Jeff
- Fadila Belkebla : Mouna, voisine libanaise des Tuche
- David Kammenos : Omar, mari de Mouna
- Karina Testa : Salma, fille ainée de Mouna et Omar
- Guy Lecluyse : Théo van Brick, le directeur belge de l'école privée
- Hugo Brunswick : Raphaël « Raph », amoureux de Wilfried
- Philippe Lefebvre : Daniel Bichard, escroc
- Jérôme Commandeur : Hermann, du « Country Club »
- Valérie Benguigui : Claudia, snob du « Country Club »
- Ralph Amoussou : Georges, amoureux de Stéphanie
- Arièle Semenoff : mère de Bichard
- Noémie de Lattre : l'agent immobilier
- Olivier Baroux : Monnier
- Pierre Ménès : le caissier de l'AS Monaco
- Alain Doutey : M. Speek, le directeur de la banque monégasque
- Omar Sy : le curé
- Kad Merad : le poissonnier
- Pierre Bellemare : le maire
- Jean-François Malet : l'huissier, « Tétard »
- Pascal Vincent : le client de l'hôtel
- Ludovic Baude : un homme d'affaires
- Jacques Laffite : le coach automobile
- Jean-Marc Sylvestre : lui-même (non crédité)
- Sami Outalbali : Jean-Wa, le fils de Mouna et Omar
- Florence Maury : Valentina, snob du « Country Club »
- François Cottrelle : le concierge
- David Marchal : un papa supporter
- Mike Nguyen : un homme d'affaires

## Production

### Tournage
- Monaco ayant refusé d'accorder une autorisation de tournage[14], l'équipe du film a dû recréer l'ambiance du Rocher à Sanary-sur-Mer.
- Certaines scènes ont été tournées à Cassis, dans les Bouches-du-Rhône.

## Musique
Sauf indication contraire ou complémentaire, les informations mentionnées dans cette section proviennent du générique de fin de l'œuvre audiovisuelle présentée ici.
- Ouragan de Stéphanie de Monaco de 1986.
- Le Printemps et L'Été des Quatre Saisons d'Antonio Vivaldi de 1725.
- À bas les gens qui bossent de Didier Super (Jeff Tuche roule en chantant à travers Bouzolles au volant de sa Renault 21 Nevada).
- Soap TV.
- Slap and Tickle de Roger Roger.
- Abracadabra par Brown Eyed Girls de 2009.
- Baby I'm Yours par Breakbot de 2011 (Stéphanie danse seule sur la piste de danse sous les regards des autres clients, Wilfried et Raph seuls admirent les étoiles allongés sur la plage, la piste de danse est pleine, Stéphanie en haut d'un balcon est rejointe par Georges qui lui offre une bouteille de champagne).
- Hot Stuff de Pavle Kovacevic (plusieurs scènes[Lesquelles ?]).
- Dangerous.
- Chevauchée des Walkyries de Richard Wagner (les Tuche à bord d'un hélicoptère survolent Monaco pour essayer de voir Stéphanie de Monaco).

## Accueil

### Accueil critique
En France, le site Allociné propose une note moyenne de 2,3⁄5 à partir de l'interprétation de critiques provenant de 6 titres de presse.

### Box-office
- Suisse romande : 2 580 entrées
- France : 1 534 020 entrées
- Belgique : 50 016 entrées[16]

Après 11 semaines d'exploitation, le film a réalisé 1 534 651 d'entrées.

## Distinctions

### Nominations
- Trophées du Film français 2012 : Trophée du public TF1 pour Olivier Baroux[17].

## Commentaires